# Гай Цецилий Метелл Капрарий
Гай Цецилий Метелл Капрарий (лат. Gaius Caecilius Metellus Caprarius; умер после 99 года до н. э.) — древнеримский военачальник и политический деятель из плебейского рода Цецилиев, консул 113 года до н. э., цензор 102 года до н. э. В 112—111 годах до н. э. был проконсулом Фракии, по итогам наместничества отпраздновал триумф.

## Происхождение

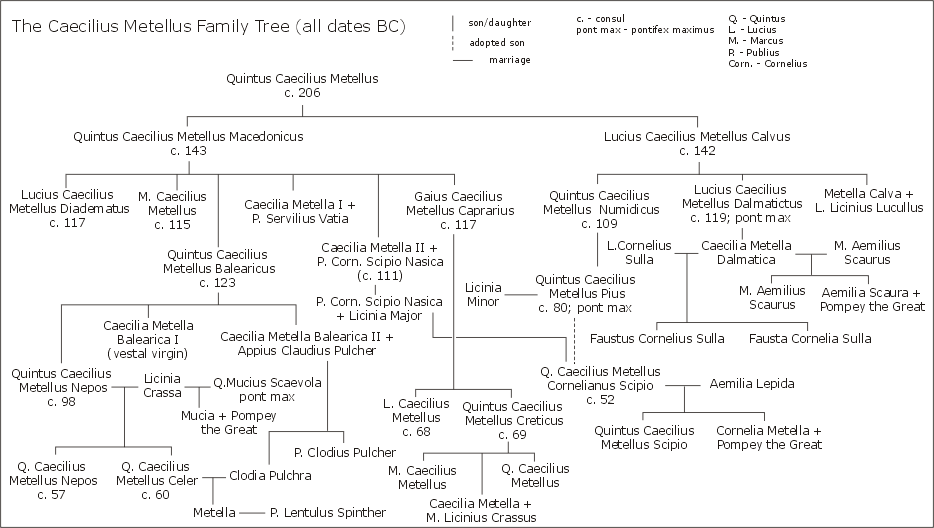
Цецилии Метеллы

Гай Цецилий принадлежал к влиятельному плебейскому роду Цецилиев Метеллов, происходившему, согласно легенде, от сына бога Вулкана Цекула, основателя города Пренесте. Метеллы вошли в состав сенаторского сословия в начале III века до н. э.: первый консул из этого рода был избран в 285 году до н. э. Метелл Капрарий был младшим из четырёх сыновей Квинта Цецилия Метелла Македонского; родным дядей ему приходился Луций Цецилий Метелл Кальв, а двоюродными братьями соответственно Луций Цецилий Метелл Далматийский и Квинт Цецилий Метелл Нумидийский. Родными братьями были Квинт Цецилий Метелл Балеарский, Луций Цецилий Метелл Диадемат и Марк Цецилий Метелл.
О происхождении прозвища Гая Цецилия ничего не известно.

## Биография
В 134—133 годах до н. э. Гай Цецилий участвовал в осаде Нуманции в Испании под командованием Публия Корнелия Сципиона Эмилиана. Источники рассказывают о ссоре, в ходе которой Сципион выбранил Метелла, сказав: «Если твоя мать родит в пятый раз, она родит осла!». Публий Корнелий был принципиальным политическим противником Метелла Македонского; тем не менее, когда он умер, все четверо братьев-Цецилиев по приказу отца приняли участие в выносе тела (129 год до н. э.).
Предположительно именно как Метелла Капрария следует идентифицировать монетария Гая Цецилия, исполнявшего свои обязанности около 127 года до н. э. Не позже 117 года до н. э., учитывая требования закона Виллия, предусматривавшего определённые временные промежутки между высшими магистратурами, Капрарий должен был занимать должность претора. В 115 году до н. э. он претендовал на консулат, но победил только на следующих выборах — на 113 год до н. э. Второй консул, Гней Папирий Карбон, отправился на войну с кимврами, а Метелл стал наместником Македонии, где в течение двух лет удачно воевал с фракийцами. Вернувшись в Италию, 15 июля 111 года до н. э. он отпраздновал триумф, причём сделал это в один день с братом Марком (последний одержал победу над сардами).
В 102 году до н. э. Метелл Капрарий стал цензором вместе со своим двоюродным братом Квинтом Цецилием Метеллом Нумидийским. Последний попытался исключить из сената и лишить должностей за недостойное поведение Гая Сервилия Главцию и Луция Аппулея Сатурнина, но Гай Цецилий выступил против этого решения, и его кузену пришлось уступить. Позднее Главция и Сатурнин вынудили Метелла Нумидийского удалиться в изгнание (100 год до н. э.), но сами были убиты в результате уличных столкновений. Народные трибуны Марк Порций Катон и Квинт Помпей Руф предложили дать изгнаннику право вернуться, и Метелл Капрарий это предложение поддержал вместе с рядом других представителей высшей аристократии. Тем не менее эта инициатива была заблокирована из-за противодействия Гая Мария и Публия Фурия.
После 99 года до н. э. Гай Цецилий не упоминается в источниках.

## Потомки
Сыновьями Гая Цецилия были Квинт Цецилий Метелл Критский (консул 69 года до н. э., Луций Цецилий Метелл (консул 68 года до н. э.), а также (предположительно) Марк Цецилий Метелл, претор 69 года до н. э.